# Hallenberg
Hallenberg [ˈhaln̩ˌbɛʁk] – miasto w Niemczech, położone w kraju związkowym Nadrenia Północna-Westfalia, w rejencji Arnsberg, w powiecie Hochsauerland. W 2010 roku liczyło 4 391 mieszkańców.